# Prosoplus albifrons
Prosoplus albifrons är en skalbaggsart som beskrevs av Stefan von Breuning 1963. Prosoplus albifrons ingår i släktet Prosoplus och familjen långhorningar.
Artens utbredningsområde är Sulawesi. Inga underarter finns listade i Catalogue of Life.